# Pseudomysidia debora
Pseudomysidia debora är en insektsart som beskrevs av Broomfield 1985. Pseudomysidia debora ingår i släktet Pseudomysidia och familjen Derbidae. Inga underarter finns listade i Catalogue of Life.